# Theodor von Neuhoff

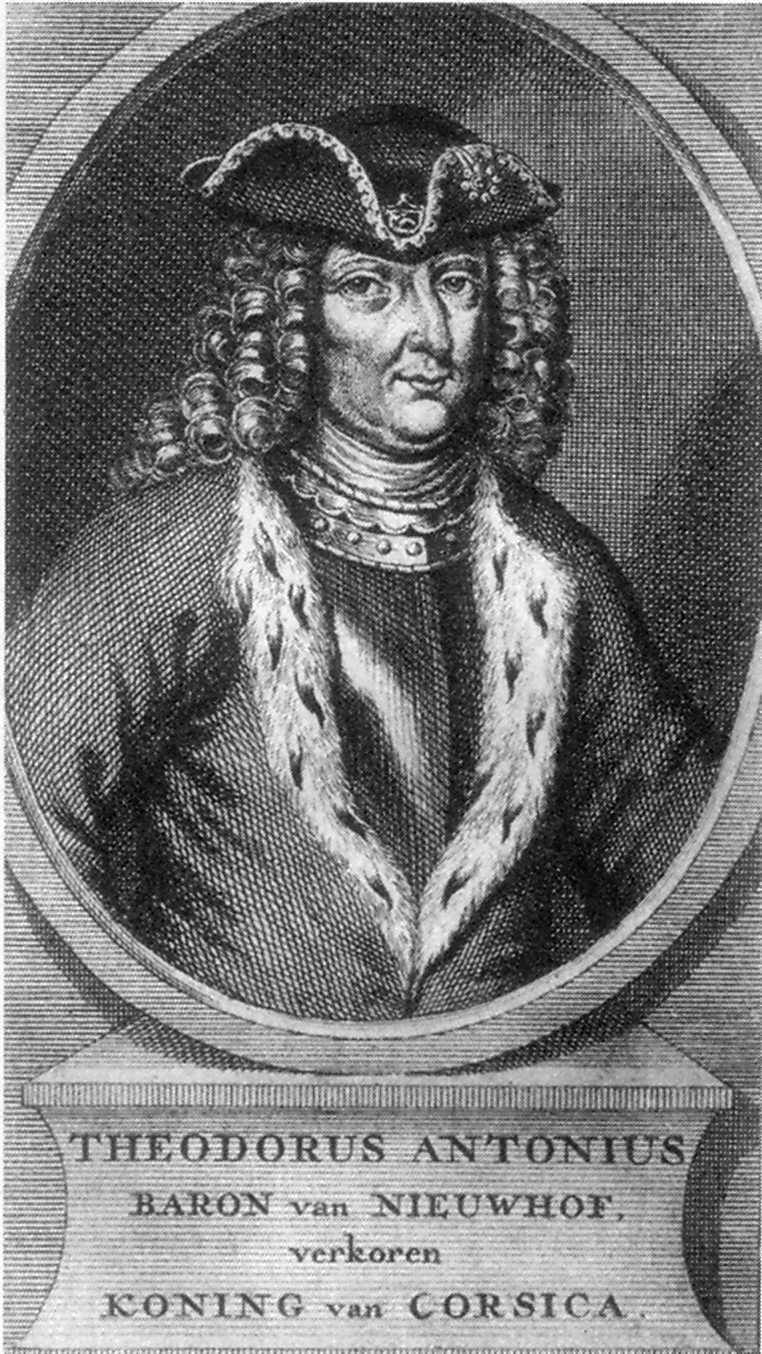
Theodor von Neuhoff

Baron Theodoor von Neuhoff (Keulen, 25 augustus 1694 - Londen, 11 december 1756) was de eerste en enige koning van Corsica. Hij werd in Keulen geboren als zoon van Leopold von Neuhoff, een edelman uit Westfalen.  
In 1733 waren de Corsicaanse patriotten Giacinto Paoli en Jean-Pierre Gaffori een opstand begonnen tegen het Genuees bestuur en in januari 1735 riepen ze de onafhankelijkheid van Corsica uit. Deze Duitse avonturier landde op 12 maart 1736 met een groep geestverwanten bij Aléria met een scheepslading wapens en munitie voor de Corsicaanse vrijheidsstrijders.  Daarmee won hij de sympathie van de bevolking en werd binnen drie maanden, op 15 april 1736, tot koning van Corsica uitgeroepen. Hiermee hoopten de leiders van de opstand alle Corsicanen te verenigen.
Hij resideerde met zijn hofhouding in het bisschoppelijk paleis van Cervione in de Castagniccia en hield dat precies acht maanden vol. Daarna waren zijn financiële middelen uitgeput.  Tijdens deze periode had hij getracht de onder Genuees bestuur staande steden Porto-Vecchio en Sartène te veroveren, maar de Fransen kwamen Genua te hulp en Theodoor I had slechts één optie: vluchten. Hij werd voortdurend achtervolgd door schuldeisers, zat regelmatig vast en verbleef onder meer een tijdlang als koning-banneling in kasteel Ruurlo en Huis ‘t Velde bij Zutphen. Uiteindelijk week hij uit naar Engeland.
Theodor von Neuhoff was een van de zes koningen in Venetië in het satirische geschrift Candide van Voltaire.